# پژو پارتنر

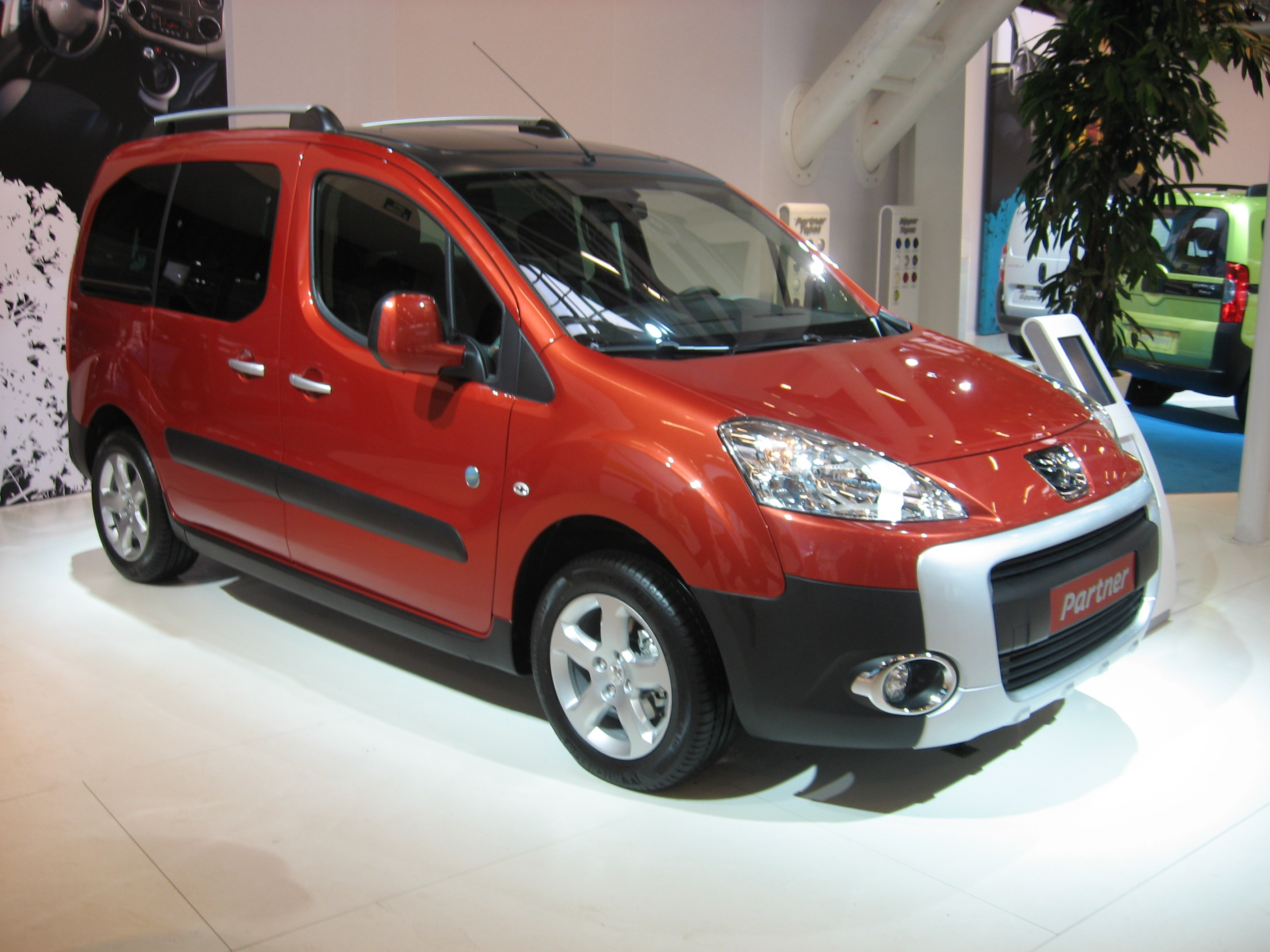
نسل دوم پژو پارتنر(ام کا ۲) که شباهت های فراوانی با سیتروئن برلینگو دارد

پژو پارتنر ساخت شرکت فرانسوی پژو از نوع ون می باشد و در گروه خودروهای تفریحی قرار دارد. این خودرو با نام های پژو پارتنر کومبی و پژو رنچ (در ایتالیا) نیز شناخته شده است.

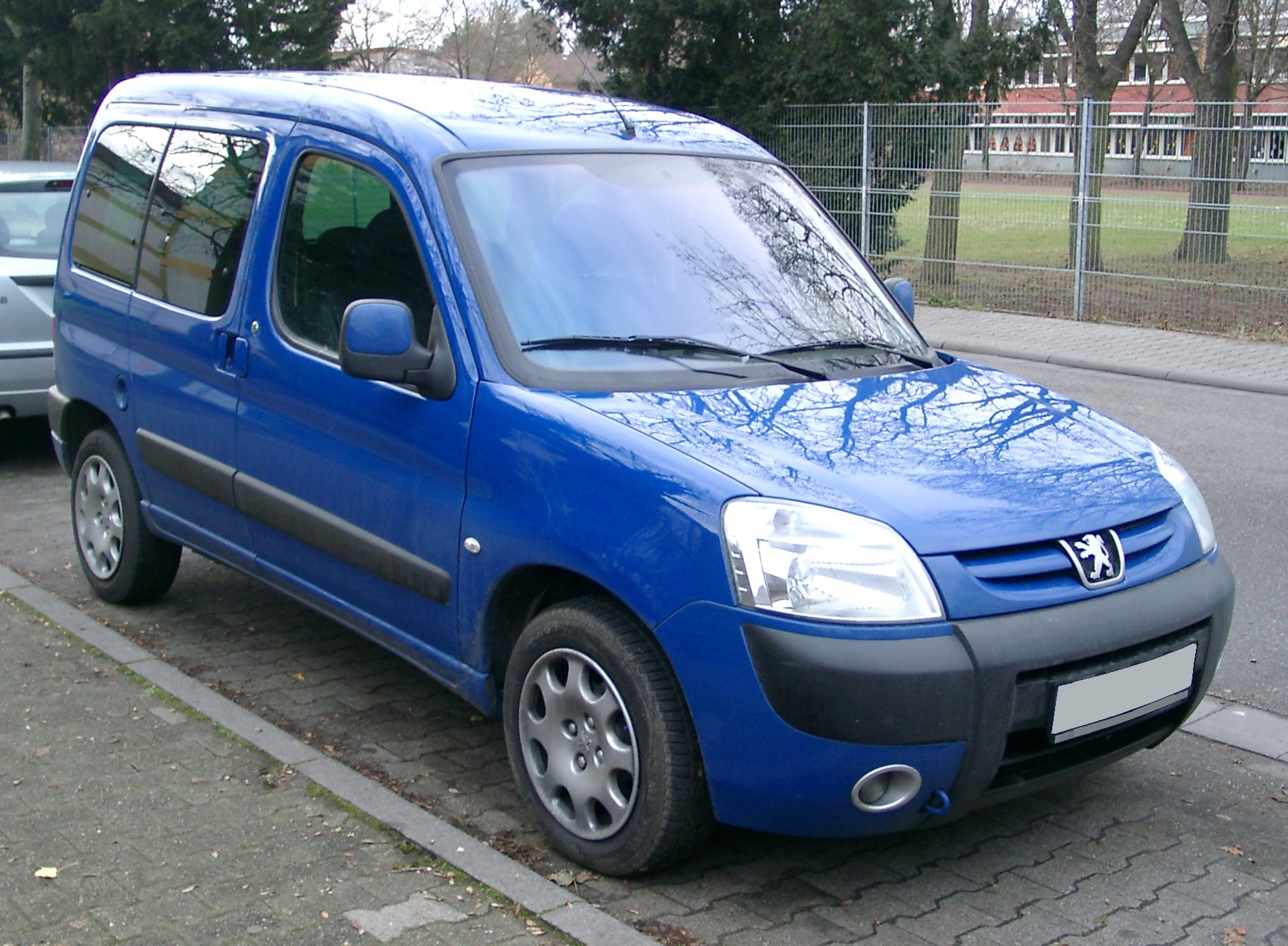
نمای جلو نسل اول پژو پارتنر

پژو پارتنر از جهاتی شبیه به خودرو سیتروئن برلینگو می باشد. هر دو خودرو چهار سیلندر هستند و در دو نوع برقی (باتری) و سی ان جی تولید می شوند.